# Lejb Langfus
Lejb Langfus (hebräisch לייב לאַנגפֿוס, auch Jehuda Arje Regel Arucha hebräisch יהודה אריה רגל ארוכה, geboren 1910 in Warschau; gestorben am 27. November 1944 im KZ Auschwitz-Birkenau) war als polnischer Jude Häftling im Konzentrationslager Auschwitz-Birkenau. Er wurde dem Sonderkommando zugeteilt, das die Häftlinge bei der Ermordung in den Gaskammern begleiten musste. Seine Erfahrungen schrieb er in geheimen Berichten nieder.

## Leben
Langfus erhielt in Warschau eine Ausbildung an einer Jeschiwa.
Danach kam er als angehender Rabbiner nach Maków Mazowiecki.
In Maków Mazowiecki heiratete er 1933 oder 1934 die Tochter von Schmuel Rosenthal Deborah, mit der er einen Sohn Samuel hatte.
Rosenthal war Dajan von Maków Mazowiecki.
Nach Rosenthals Tod wurde Langfus zum Dajan gewählt.
Im November 1942 wurde er zusammen mit seiner Frau Deborah und seinem Sohn Samuel in das Durchgangslager Mława gebracht. Von dort wurden sie im Dezember 1942 in das KZ Auschwitz-Birkenau deportiert. Dort wurde Langfus dem Sonderkommando zugeordnet, während seine Frau Deborah und sein Sohn Samuel direkt nach der Ankunft im Vernichtungslager vergast wurden.
Langfus war zunächst in Bunker I und Bunker II, dann im Krematorium III eingesetzt.
Er war für das Desinfizieren der Haare der ermordeten Frauen verantwortlich.
Er musste die Haare für den Transport nach Deutschland vorbereiten, wo sie als Industrierohstoff, Füllmaterial und in der Textilindustrie verwendet wurden.
Langfus war aktiv an der Vorbereitung und Durchführung des Aufstandes des Sonderkommandos im Oktober 1944 beteiligt.
Er wurde wahrscheinlich am 27. November 1944 ermordet.
Seine letzte Aufzeichnung, in der er seinen unmittelbar bevorstehenden Tod ankündigte, stammt vom 26. November 1944.

## Schriftliche Dokumentation der Begebenheiten im KZ
Langfus schrieb während seiner Zeit im KZ Auschwitz-Birkenau Berichte in Jiddisch über die dort herrschenden Zustände.
In der Hoffnung, dass seine Berichte später ein Zeugnis gegen die deutschen Verbrecher und ihre Gräueltaten sein würden, dokumentierte er Begebenheiten, mit denen er durch seine Tätigkeit im Sonderkommando in Berührung kam.
Seine Berichte versteckte er an mehreren verschiedenen Orten in der Umgebung der Krematorien, in denen er arbeiten musste.
Er selber schreibt von mindestens vier Berichten, die er an verschiedenen Orten versteckte.
Davon sind bisher nur drei gefunden worden.
Er sah sie ausdrücklich für die spätere Veröffentlichung vor.
Insgesamt wurden zwischen 1945 und 1962 drei Berichte von Langfus gefunden.
Der erste trägt den Titel Die Deportation (Der Geyresch).
Er wurde in der Nähe von Krematorium II und III im April 1945 ausgegraben.
Er wurde dem Auschwitzmuseum 1970 übergeben.
Im April 1945 wurde bei den Ruinen des Krematoriums III ein erster Teil seiner Dokumentation in einem angeschlagenen Einmachglas gefunden, aber nicht abgegeben.
Erst 1970 entdeckte der Bruder des Finders die Dokumente auf dem Dachboden des Wohnhauses und übergab sie dem Archiv des Staatlichen Museums Auschwitz-Birkenau.
Sie waren inzwischen durch Wasserschäden stark beschädigt und fast unleserlich.
Ein zweiter Teil der Aufzeichnungen fand sich 1952 auf dem Gelände des Krematoriums III.
Es war ein Schulheft mit 21 beschriebenen Blättern, das Schilderungen von Begebenheiten im KZ enthielt.
Langfus benutzte als Unterschrift und Pseudonym für seine Aufzeichnungen die Abkürzung seines Namens Yehuda Arye Regel Arucha = YARA; Regel (hebräisch רגל) = Fuß, Arucha (hebräisch ארוכה) = lang.
Der dritte Bericht besteht aus einigen losen Seiten.
Er wurde 1962 bei Krematorium III ausgegraben.
Die Aufzeichnungen von Langfus wurden erst ab Mitte des 20. und Anfang des 21. Jahrhunderts zusammen mit ähnlichen Aufzeichnungen anderer Mitglieder des Sonderkommandos veröffentlicht.
Langfus wurde im Sonderkommando der Maggid (Erzähler) genannt.
Mordechai Ciechanower erzählt, dass Langfus seine Mithäftlinge nach Lagergeschichten fragte und ihnen aufmerksam zuhörte.
Im Gegenzug erzählte Langfus ihnen seinerseits Geschichten.
Im letzten Teil seiner Aufzeichnungen vom Oktober und November 1944 schrieb Langfus, dass die Schutzstaffel versuchte, alle Spuren ihrer Verbrechen zu vernichten.
Sie rissen die Krematorien und Gaskammern ab und verbrannten die Dokumente, die ihre Tätigkeit bezeugten.
Langfus begriff seine Aufzeichnungen als Zeugnis, von dem er hoffte, dass die Lager-SS es nicht finden und zerstören würde.
Ebenso begriff er, dass die Lager-SS alle Mitglieder des Sonderkommandos als Zeugen ihrer Untaten in den nächsten Tagen vernichten würde.
Aus diesem Begreifen entstand der vom Sonderkommando initiierte Aufstand im Oktober 1944 als letzte Verzweiflungstat.
Im Gegensatz dazu stand die Haltung der Kampfgruppe Auschwitz, die den Aufstand ablehnte. Sie hoffte auf die baldige Befreiung durch die näher rückende Rote Armee und wollte nicht noch in letzter Minute ihr Überleben gefährden.